# Igor Preys
Igor Preys (Gent, 1963) is een Belgische kunstenaar. Volgens Igor Preys moet een kunstwerk op zichzelf staan zonder diepzinnige uitleg,zonder verkooppraatjes. Dit is een van de grote reden dat hij minder bekend is in binnen- en buitenland.

## Biografie
Igor Preys studeerde voor Beeldende Kunsten van 1978 tot 1984 in de stad Gent. In 1985 begon hij als illustrator voor verschillende tijdschriften zoals: Flair, Automagazineen Trends. Hij maakte ook Illustraties voor Generale Bank, Spector en andere. Sinds 1994 hervatte hij het schilderen. Hij merkte aan de hand van kleine tentoonstellingen in Gent dat er een internationaal publiek was voor zijn werk. Daardoor nam hij contact op met verschillende galeries, deze waren zeer geïnteresseerd. Maar zelf vond hij het belangrijk om een eigen galerie te openen in Gent. Hierdoor kan hij werken met wie hij wil, wanneer en waar hij wil. Je kan merken dat hij inspeelt op de kunstgeschiedenis van de plastische beeldtaal. Zijn werk verwijst met een knipoog naar de kunststromingen zoals: Pop art, Symbolisme, Cobra, Expressionisme en Surrealisme.

## Kenmerken van zijn werk
- Zijn werk is duidelijk, herkenbaar, kleurrijk, amusant en expressief.
- Zijn werk bestaat uit tekeningen, schilderijen, muurschilderingen, beeldhouwwerken en grafische werken.
- Het grafische werk richt zich vooral op publicaties voor reclame en tijdschriften.
- De tekeningen en schilderijen zijn een duidelijke ode aan de vrouw.
- Igor Preys probeert de vrouw steeds zo puur mogelijk weertegeven.
- Hij maakt gebruik van expressieve kleuren.
- De kleuren rood, oranje, geelgroen, blauw, zwart en wit komen vaak terug.
- Hij maakt goed gebruik van kleurcontrasten.
- Hij gebruikt zowel aquarel als acrylverftechniek.
- Zijn composities zijn zeer dynamisch, figuratief, linear als vlakoverschrijdend.
- Hij gebruikt een vlotte, expressieve, gevoelige lijnvoering en vlotte, expressieve penseelstreken.